# Тринадцать загадочных случаев
«Тринадцать загадочных случаев» (англ. The Thirteen Problems) — сборник детективных рассказов Агаты Кристи, впервые опубликованный в Великобритании в 1932 году издательством Collins Crime Club. В США сборник был опубликован издательством Dodd, Mead and Company в 1933 году под названием «Вечерний клуб „Вторник“» (англ. The Tuesday Club Murders). 
 В сборник вошли тринадцать рассказов, каждый из которых представляет собой детективную историю, «рассказанную» одним из гостей мисс Марпл. Остальным же гостям предлагается разгадать тайну и назвать преступника. Так появился «Клуб „Вторник“».

## Члены клуба
- Мисс Марпл — старая дева, сыщик-любитель
- Реймонд Уэст — племянник мисс Марпл, молодой писатель
- Джойс Ламприер — художница, подруга Реймонда
- Сэр Генри Клиттеринг — бывший комиссар Скотленд-Ярда
- Доктор Пендер — старый священник
- Мистер Петерик — местный адвокат

Годом позже в клуб вошли:
- Полковник Бантри
- Долли Бантри — жена полковника
- Доктор Ллойд
- Джейн Хелиер — актриса

## Краткое изложение сюжетов

### Клуб «Вторник»
(англ. The Tuesday Night Club) 

Рассказ сэра Генри. 

Трое людей — супружеская пара и компаньонка жены — садятся ужинать. После ужина каждый чувствует недомогание, но в итоге жена умирает. Причина смерти — отравление птомаином, содержавшимся в консервах, поданных на ужин. Показания горничной указывают на то, что муж желал смерти своей жены. Полиция проводит эксгумацию тела и устанавливает, что смерть наступила от отравления мышьяком. Следствие заходит в тупик: муж имел мотив, но не имел возможность совершить преступление, компаньонка имела возможность, но не имела мотива.

### Святилище Астарты
(англ. The Idol House of Astarte) 

Рассказ доктора Пендера. 

Доктор Пендер был приглашён своим другом, сэром Ричардом Хейдоном в новое поместье, которое называлось «Тихая роща». Среди гостей была светская особа, Диана Ашли, которая вскружила головы практически всем мужчинам на вечеринке. Недалеко от дома, на склоне холма сохранились руины постройки времён каменного века — круги от фундамента жилищ. Это место называют «рощей Астарты» или «святилищем Астарты». Во время одной из прогулок по остаткам святилища Диана в костюме богини Астарты стала изображать жрицу и грозить смертью любому, кто к ней прикоснётся. Хозяин дома, сделавший шаг ей навстречу, падает замертво. Его сердце пронзено насквозь, но оружия поблизости нет.

### Золотые слитки
(англ. Ingots of Gold) 

Рассказ Реймонда Уэста. 

За два года до описываемых событий Реймонд отдыхал в Корнуолле вместе с недавним знакомым Джоном Ньюманом. Ньюман занимается поиском сокровищ с кораблей Испанской Армады. В Корнуолле Реймонд останавливается в доме Ньюмана. Они идут в местный паб «Три Якоря». Хозяин паба кажется Реймонду подозрительным. На следующий день на месте поисков сокровищ разыгрался шторм, и у Реймонда возникли плохие предчувствия. Они оправдались, когда пропал Ньюман, ушедший на прогулку. Его обнаружили на следующий день. Он лежал в канаве без сознания.

### Кровь на мостовой
(англ. The Blood-Stained Pavement) 

Рассказ Джойс Ламприер. 

Место действия этой истории также Корнуолл, живописная деревушка Рэтхоул. Однажды утром она писала пейзаж, когда к гостинице одна за другой подъехали две машины. В первой была супружеская пара, во второй — женщина в красном. Мужчина, которого звали Деннис, назвал женщину в красном Кэрол и познакомил с женой, Марджери, представив её своей старинной знакомой. Пока Джойс трудилась над холстом, она услышала разговор всех троих и предложение Денниса нанять лодку и покататься вокруг бухты. Кэрол, не любившая лодки, предложила прийти на место пешком и встретить там пару. Позднее Джойс вернулась к работе над картиной уже в местном пабе. Она заметила Денниса, который разыскивал Кэрол. Они с Марджери отправились на её поиски. Всё это время Джойс не может отделаться от ощущения, что она видела следы крови на тротуаре перед пабом, но теперь их там нет. Через несколько дней Джойс узнаёт из газеты о гибели Марджери…

### Мотив и возможность
(англ. Motive v. Opportunity) 

Рассказ мистера Петерика. 

В своё время у него был клиент, которого звали Саймон Клод. Саймон был богатым человеком, а его единственный сын погиб во время Первой мировой войны. У сына осталась дочка-сирота, которая умерла в подростковом возрасте. Брат Саймона также умер, а трое его уже взрослых детей стали жить с Саймоном. По завещанию всё имущество переходило этим троим в равных долях. В доме Саймона появилась миссис Спрагг, экстрасенс, которая пообещала Саймону устроить ему спиритический сеанс связи с умершей внучкой. Спрагг и её муж стали постоянными жителями дома. Мистер Петерик, взволнованный этой ситуацией, предложил племянникам Саймона пригласить в дом профессионала для участия в сеансах. Приглашенный профессор приходит к выводу, что Спрагги — мошенники. Саймон приходит в ярость на племянника, который пригласил профессора. Он вызывает Петерика и составляет новое завещание, по которому каждой из племянниц он оставляет по пять тысяч фунтов, а основную часть наследства — Спраггам. Петерику не удаётся отговорить его от этого. Завещание составлено. Через два месяца Саймон умер. После вскрытия конверта с завещанием Петерик обнаруживает там чистый лист бумаги.

### Отпечатки пальцев Святого Петра
(англ. The Thumb Mark of St. Peter) 

Рассказ мисс Марпл. 

Племянница мисс Марпл, Мейбл, неудачно вышла замуж. Её муж был грубым и вспыльчивым человеком. Они часто ссорились. Мисс Марпл отказывалась навещать Мейбл в её доме и всегда находила предлоги, чтобы не ездить к ней. Муж Мейбл неожиданно умирает. Мейбл просит мисс Марпл срочно приехать и помочь ей. Весь городок ополчился на неё. Всё общество уверено, что она отравила мужа. За несколько дней до его внезапной смерти Мейбл покупала в аптеке мышьяк. По её словам, она собиралась покончить с собой. Однако мышьяк пропал. Мисс Марпл советует настоять на эксгумации тела. Вскрытие подтверждает, что причиной смерти точно не было отравление мышьяком. Мисс Марпл заинтересовали показаниями кухарки, которая утверждала, что перед смертью Джеффри постоянно повторял: «пакет рыбы».

### Синяя герань
(англ. The Blue Geranium) 

Прошёл год с момента первого заседания клуба. Сэр Генри снова приезжает в Сент-Мери-Мид и приглашает мисс Марпл на обед в дом полковника Бантри и его жены Долли. Он предлагает всем присутствующим продолжить заседания клуба. 

Рассказ полковника Бантри. 

История рассказывает о Джордже Причарде и его ныне умершей жене. Миссис Причард была тяжёлым человеком, инвалидом, вокруг которой суетилась армия сиделок, но ни одна из них не задерживалась надолго, поскольку не могла найти общего языка с пациенткой. Единственном исключением стала сестра Коплинг. 

У миссис Причард было пристрастие к предсказателям. Однажды, когда ни мистера Причарда, ни сестры Коплинг не было дома, в доме появилась некая Зарида. Когда мистер Причард вернулся, жена заявила ему, что Зарида предсказала дому несчастья и посоветовала избегать в доме синих цветов. Через несколько дней от предсказательницы пришло письмо с предупреждением, в котором перечислялись значения различных синих цветов. Согласно письму, синяя герань означала смерть. Несколькими днями позже цвет цветочков на обоях в доме стал меняться на синий. Когда цветы герани на обоях в комнате миссис Причард окончательно стали синими, она умерла.

### Компаньонка
(англ. The Companion) 

Рассказ доктора Ллойда. 

Его история произошла в Лас-Пальмасе на Канарах, где доктор жил некоторое время по медицинским показаниям. Однажды он заметил на пляже двух дам средних лет. Одна была полная, другая худая. Как узнал доктор, дамы были англичанками. Через несколько дней доктор узнал, что случилась трагедия и одна из дам утонула, несмотря на то, что другая пыталась ей помочь. Мисс Дюрант, утонувшая женщина, была компаньонкой второй дамы, мисс Бартон, последние пять месяцев. Доктора Ллойда удивили показания одного из свидетелей, который утверждал, что мисс Бартон отнюдь не помогала мисс Дюрант, а наоборот, держала её голову под водой. Доктор Ллойд заподозрил неладное, когда мисс Бартон перед отъездом с острова задавала ему странные вопросы об оправдательном вердикте за расправу без суда.

### Четверо под подозрением
(англ. The Four Suspects) 

Рассказ сэра Генри. 

Первоначальной разгадки у истории нет, известны лишь четверо подозреваемых, трое из которых не в меньшей степени являются жертвами. Речь идёт о немецком тайном обществе «Чёрная рука» (нем. Schwartze Hand), возникшем после войны. По методам и целям общество напоминает Каморру. Некий доктор Розен проникает в организацию с целью развалить её. Несмотря на успех, он возвратился в Англию, с полной уверенностью, что однажды его убьют. Его домочадцами были: племянница Грета, старая служанка Гертруда, садовник Доббс, и Чарльз Темплтон, секретарь. Однажды Розена находят мёртвым, причина смерти — падение с лестницы. Четверо подозреваемых не могут предоставить алиби, но каждый утверждает, что отсутствовал в момент смерти.

### Трагедия под рождество
(англ. A Christmas Tragedy) 

Рассказ мисс Марпл. 

Мисс Марпл отдыхала на курорте перед рождеством. Там она встретила молодую супружескую пару, Джека и Глэдис Сандерсов. Интуитивно она поняла, что муж собирается убить свою жену. Мотив — деньги. Молодая пара живёт на доход Глэдис, но капиталом они не могут распоряжаться. Весь капитал Глэдис завещала своему мужу, который сможет им воспользоваться в случае её смерти. Мисс Марпл стала свидетелем того, как он пытался убить её, столкнув с трамвая, но тогда её спас кондуктор. Атмосфера надвигающегося несчастья продолжала нагнетаться, двое сотрудников пансионата умирают. Мисс Марпл обсуждает эти неожиданные смерти с двумя дамами и замечает, что Сандерс подслушивает их. Вечером следующего дня миссис Сандерс находят мёртвой.

### Трава смерти
(англ. The Herb of Death) 

Рассказ Миссис Бантри. 

Она с мужем гостила в доме сэра Берси. На ужин подавались блюда с собранными в саду листьями шалфея. Между листьями шалфея попадались ростки наперстянки. После обеда всем стало плохо, но Сильвия Кин, чьим опекуном был сэр Берси, умерла. Как показало вскрытие, она умерла от отравления дигиталисом, содержащимся в наперстянке. Среди гостей был молодой человек, Джерри Лорример, бывший жених Сильвии, а также Мод Вэй, предположительно подруга Джерри. Через шесть месяцев после смерти Сильвии эти двое поженились.

### Происшествие в бунгало
(англ. The Affair at the Bungalow) 

Рассказ Джейн Хелиер. 

Она была на гастролях в провинциальном городе. Там ей пришлось общаться с полицией. В соседнем бунгало произошло ограбление, и молодой человек по имени Лесли Фолкнер был арестован по обвинению в грабеже. Он рассказал, что он — драматург-неудачник. Одно своё произведение он отправил Джейн почитать. Она ответила ему, что пьеса ей понравилась, и пригласила его прийти к ней в бунгало и обсудить её. Он пришёл, выпил коктейль, который ему предложила горничная, и уснул. Очнулся он на дороге, где его и взяла полиция. Бунгало принадлежало сэру Генри Коэну, в котором он встречался со своей любовницей, актрисой Мэри Керр, которая была замужем за актёром Клодом Лисоном. Кто-то от имени Керр позвонил в полицию и рассказал об ограблении, описав Фолкнера как грабителя. Приехавшая через несколько дней Керр заявила, что все её украшения пропали, но ни в какую полицию она не звонила, и во время ограбления её не было в городе.

### Смерть Утоплением
(англ. Death by Drowning) 

Сэр Генри приезжает вновь в Сент-Мери-Мид. В утро его приезда местную девушку находят утонувшей. Местные жители сплетничают, что Роуз была беременна от повесы Рекса Стэнфорда, лондонского архитектора, а покончила с собой от стыда. Позднее к сэру Генри пришла расстроенная мисс Марпл, которая заявила, что Роуз была убита. Она просит провести тщательное расследование. Сэру Генри она вручает клочок бумаги, на котором написано имя подозреваемого, которое тот может прочесть, если ему покажется, что следствие идёт не по верному пути. Отец девушки уверен, что убийца — Стэнфорд. Следователи вызывают молодого человека на допрос, где он признаётся, что является отцом неродившегося ребёнка Роуз. Он написал ей записку и назначил встречу у реки, но не смог прийти. Стэнфорд становится главным подозреваемым, с него взята подписка о невыезде.

## Экранизации
- В 2011 году в рамках телесериала «Мисс Марпл Агаты Кристи» был экранизирован рассказ «Синяя герань».

## Цитата
— Человеческая натура, дорогой, в сущности везде одинакова, — заметила 
 мисс Марпл. — Только в деревне есть возможность внимательнее 
 наблюдать за ней.Агата Кристи. Отпечатки пальцев Святого Петра

## Посвящение
Кристи посвятила книгу «Леонарду и Кэтрин Вулли»